# Фиброзная оболочка
Фиброзная оболочка, или фиброзная капсула (лат. Tunica fibrosa) — соединительная оболочка, которая снаружи покрывает паренхиматозный орган.

## Фиброзная оболочка глазного яблока
Фиброзная оболочка глазного яблока (t. f. bulbi oculi, PNA; tunica fibrosa oculi, BNA; tunica externa oculi, JNA) — выполняет формообразующую (каркасную) и защитную функции. Передняя прозрачная часть этой оболочки называется роговицей, а задняя, белесоватая по цвету- склерой или белочной оболочкой.

## Фиброзная оболочка печени
Фиброзная оболочка печени, глиссонова капсула, или глиссонова сумка (t. f. hepatis, PNA) — эта фиброзная оболочка покрывает печень, сращенная с висцеральной брюшиной и проникающая вглубь паренхимы печени в области её ворот.